# Makam
O makam é um padrão melódico da música clássica otomana, análogo ao o modo ocidental, mas com mais especificidades, como as direções predeterminadas de desenvolvimento melódico. Tem suas origens no maqam árabe (de onde vem seu nome) e no octoeco bizantino, além de trazer relações mais distantes com outros gêneros de povos turcos, como o muqam e o shashmaqam.